# Албрехт фон Геминген
Албрехт фон Геминген (на немски: Albrecht von Gemmingen; † пр. 1283) е благородник от от стария алемански рицарски род Геминген в Крайхгау в Баден-Вюртемберг.
Той е син на Ханс фон Геминген († сл. 1259), императорски фогт 1259 г. на Зинсхайм, и съпругата му фон Хелмщат. Внук е на Вендел фон Геминген и правнук на Бернолф фон Геминген и праправнук на Хайнрих фон Геминген.
Братята му са Дитер фон Геминген (споменат 1274 и 1283) и на Швайкард фон Геминген († 1297), съдия, фогт във Вимпфен 1284 г. и е женен за Енгелтруд, които построяват дворец Геминген.
При подялбата Албрехт получава резиденцията на фамилията (средния дворец) в Геминген. 
Албрехт подарява през 1268 г. на манастир Маулброн земи и лихви в Геминген.

## Фамилия
Албрехт фон Геминген се жени за Гертруд фон Найперг. Те имат децата:

- Гертрауд (Герхус) фон Геминген († сл. 1304), омъжена I. за Йохан I фон Хиршхорн († сл. 1283), II. за Валтер фон Далхайм († сл. 1300)
- Швайкер
- Еберхард
- Геролд
- Дитер I фон Геминген  († сл. 1283), споменат в документи 1283 и 1287, женен за Мехтилд (Меца) фон Талхайм († ок. 1297), дъщеря на Фридрих фон Талхайм; имат два сина:
  - Дитрих „Стари“ фон Геминген († ок. 1374), женен за Елизабет фон Мауер († 14 февруари 1354, Геминген)
  - Дитер фон Геминген „Млади“ († 1359), женен за Анна фон Гоксхайм († сл. 1359)